# Список персонажей D.Gray-man
D.Gray-man включает большое количество персонажей, созданных Кацурой Хосино.

## Главные герои

### Аллен Уолкер
Аллен Уолкер (яп. アレン・ウォーカ Арэн Во:ка, Allen Walker), англ. walker букв. «ходок», «скороход» — главный герой аниме и манги. Это мальчик, рожденный с собственной «Чистой силой» в левой руке. Из-за этой особенности от него отказались родители, которые работали в передвижном цирке, и он воспитывался своим приёмным отцом Маной. «Аллен» — не его имя, так звали собаку Маны, имя которой Аллен взял себе после её смерти, до этого в труппе его звали просто «Краснорукий, Рэд». Когда Мана умер, Аллен пошел на сделку с Тысячелетним графом и превратил своего отца в демона. Перед тем как попытаться убить Аллена, отец проклял его, с того дня Аллен своим левым глазом видит души демонов. Выжил Аллен благодаря своей левой руке, которая, защищая его, сама активировалась и расправилась с демоном.
Аллен обладает правом исполнителя — из секретной комнаты с помощью пианино и нот, которые хранит голем Тимкампи, может управлять белым Ковчегом. Обладает уникальной Чистой силой, которую не смог уничтожить Ной Тики Микк, она спасла Аллена, закрыв дыру в сердце. После этого он не мог сражаться некоторое время, так как не мог долго поддерживать синхронизацию с Чистой силой, но потом вернул себе эту способность. После этого чистая сила приняла вид так называемого «Коронованного клоуна», который также является броней Аллена. Во время битвы на Ковчеге полностью активировал свою Чистую силу, перейдя критическую точку синхронизации с Чистой силой — 100 %, после чего теоретически мог стать генералом.
Аллен приветливый со всеми, кроме Юу Канды и своего учителя — генерала Мариана Кросса. Из-за паразитического типа силы много ест. Становится неадекватен, когда вспоминает о путешествиях со своим учителем и его долгах. Аллен Уолкер также является четырнадцатым Ноем, Нэа, который уже начал пробуждаться и может в определённые моменты контролировать тело Аллена. После нападения Апокрифа убегает с Тики Микком и Роад Камелот, после чего считается предателем. Впрочем, с Ноями он сотрудничать не захотел и скрылся при помощи Ковчега к Матушке, у которой реабилитировался после проклятия. На данный момент скрывается от Ордена. После встречается с Кандой Юу и Джонни Гиллом, которые верят в то, что он не предатель. В последних главах Четырнадцатый неоднозначно намекает, что ранее знал Аллена, причем он был его другом, и сейчас он выглядит гораздо моложе, чем раньше.
Сэйю: Санаэ Кобаяси

### Юу Канда
Юу Канда (яп. 神田 ユウ Канда Ю:) — один из основных персонажей D.Gray-man. У него сразу не заладились отношения с Алленом, впрочем как и со всеми другими экзорцистами, кроме Линали. Длинные синие волосы убраны в высокий хвост, постоянно носит форму, отдавая предпочтение длинным плащам, под которым обычно белая рубашка (либо бинты, если ранен). В комнате хранит песочные часы, и заключенный в них лотос, который показывает продолжительность его жизни. На левой руке носит браслет из семян лотоса — канкана. На груди, чуть выше сердца находится татуировка в виде санскритского символа ом, который используется для активации третьей иллюзии. Канда обладает поразительными регенерационными способностями, вследствие чего убить его крайне сложно. Любимая еда: соба и тэмпура.
Ученик генерала Тиедолла. Аллен столкнулся с Кандой, когда тому было уже 18 лет, и первая встреча оставила отпечаток на все дальнейшие события в их «дружбе». Никакая встреча не обходится без стычек. При выполнении задания в Италии Канда был тяжело ранен, но это его мало останавливало, и он опять хотел ринуться в бой. Аллен не дал ему сделать это, и «заставил» думать, как разделить вышедшую из под контроля чистую силу и человека. В Эдо в борьбе с Тики явно намекал, что его недооценивают.
Канда оказался в ковчеге, что достаточно сильно противоречит его характеру и моральным устоям. В одной из комнат ковчега Канда вызвался бороться со Скином Бориком в одиночку, а предложение помощи отверг выбросом адских жуков на друзей. Канде в битве пришлось активировать три иллюзии, последняя забирала часть жизни экзорциста. Бой был тяжёлым, но Канда всё же убил Скина, правда вернуться не успел, комната разрушилась. Но после окончания битвы, Аллен восстановил ковчег и Канда не умер. Позже становится известно, что Канда — так называемый Второй апостол, то есть ранее он жил как экзорцист, но умер, и его переместили в другое тело. Таким же Вторым апостолом является и Алма Карма — единственный Второй апостол, кроме Канды, в другой жизни бывший девушкой, любимой Канды. Алма — самый дорогой для Канды человек. Во время инцидента с Алмой пропадает в Матиле, однако вскоре находится.
Холодное поведение Канды сопоставляется его грубому языку. Нагрубить кому-либо считается для него чем-то само собой разумеющимся. Не дружелюбен, не общителен и крайне высокомерен. Не признает людей «ниже» себя, всех кого не избрала Чистая сила, в его мировоззрении считаются не более, чем кусок мяса. Безмерно раздражителен. В качестве раздражителя может выступить всё, что угодно. Зачастую методы для осуществления поставленных задач беспощадны. Предпочитает сначала действовать, потом думать, или не думать вовсе. Хотя и не питает особую страсть к людям, но закрывает собой даже не любимые им «куски мяса». Никогда не принимает помощь, даже если ситуация может принять критический оборот. А также не любит огромное количество вещей, например известно, что терпеть не может наивных людей, не умеющих держать рот на замке, людей называющих его по имени (чем часто злоупотребляет Лави) и сладкое. Постоянно называет Аллена «бобовый стручок» (яп. мояси), а Лави «тупой кролик» (яп. бака усаги). Поддерживает дружеские отношения с Линали Ли. Во время инцидента с Алмой, Канда впервые называет Аллена по имени. После возвращения из Матила считает себя виновным в том, что в Аллене пробудился Четырнадцатый и пытается искупить свои грехи перед ним (Алленом), что очень на него не похоже (из-за его очень теплого отношения к Уолкеру).
Сначала Чистая сила Канды — это технический тип, катана, настоящее имя Мугэн (яп. 六幻, Шесть иллюзий). Активируется, если провести двумя пальцами — средним и указательным — по боковой стороне меча, после чего чёрный цвет лезвия меняется на люминесцентный голубовато-синий.
Далее, в бою со Скином Бориком, Канда решается использовать вживленный в него магический амулет, дающий ему возможности регенерации (именно этот амулет и отображается татуировкой на плече, изменяющей свой размер при активном использовании его регенерационных возможностей; при этом в глазах вместо двух зрачков становится шесть — в каждом по три). По прибытии в Чёрный Орден после инцидента с Алмой Кармой, Канда возвращает себе Мугэн, но проржавевшая катана не восстанавливается, а эволюционирует в кристаллический тип, второй за всю мангу (после Чёрных Сапогов у Линали Ли), а также уменьшается скорость его регенерации.
Известные способности Чистой Силы:
- Первая иллюзия: адские жуки (яп. 界蟲「一幻」 Кайтю: итигэн) — выпускает рой сверхъестественных существ.
- Два иллюзорных лезвия (яп. 二幻刀 Нигэн то:) — покрывает его меч и ножны энергией, создавая два меча.
- Вторая иллюзия: восемь цветов, просящих богомола (яп. 二幻 「八花螳蜋」 Нигэн хакка то:ро:) — используя эту способность, Канда делает движение, которые быстро режут врага восемь раз. Разрезы, вместе, напоминают цветок.
- Предварительная иллюзия (яп.  Сё:ка) активизируя власть татуировки Канды, его энергия изменяется в трех точках, после этого он может активизировать третью иллюзию. Вены также набухают вокруг его глаз.
- Запретная третья иллюзия (яп. 禁忌 「三幻式」 Кинки сангэнсики) — увеличивает его скорость и силу за счет части его жизни.

Сэйю: Такахиро Сакураи

### Лави
Лави (яп. ラビ Раби) — восемнадцатилетний младший «Книгочей» Лави, он не помнит своего настоящего имени, с тех пор как стал жить с книгочеем, он живёт, дабы излагать скрытую историю мира на бумаге, не помня себя в детстве и не зная своего прошлого. За свою жизнь успел стать свидетелем 48 войн вместе со своим наставником Книгочеем. Война экзорцистов с демонами — это 49 война для него. Во время 48-й его имя было Дик. Многие черты его характера определяются его возрастом — он прыток, влюбчив, бесшабашен, а при виде красотки кричит «Страйк!». Способен радоваться как ребёнок элементарным вещам — к примеру, снегу. На самом деле, из главных героев Лави самый умный, обладает феноменальной памятью, которая помогла ему в борьбе с Джасдеби.
Чистая сила экзорциста заключена в Тесее — Безразмерном молоте Одзути-кодзути. Может изменять его размеры и использовать его для полета. Его личной способностью, независимой от Чистой Силы, являются Природные Стихии, а точнее Печати Стихий, использование которых хорошо комбинируется с Тесеем: Древесная (позволяет управлять силами природы), Воздушная (вызывает молнии); чаще всего Лави использует Огненную печать (призванный огонь приобретает форму змеи). На здоровом правом глазу Лави находится повязка, назначение которой неизвестно. Во время инцидента с Алмой Кармой был захвачен Ноями (Фиддлер внедрил в его тело паразитов) вместе с наставником.
Сэйю: Кэнъити Судзумура

### Линали Ли
Линали Ли (яп. リナリー・リー Ринари: Ри:) (кит. 李利鸣, в тайваньском переводе 利娜莉·李 или 李娜丽) — шестнадцатилетняя девушка-экзорцист. По национальности китаянка. В аниме у неё темно-зеленые волосы, а в манге — фиолетовые. В начале сюжета — волосы, убранные в два хвоста, позже, при битве с демоном третьего уровня она теряет волосы, остаётся лишь короткая стрижка. Позже вернув силу её волосы подросли. Всегда остужает пыл своего брата Комуи, Канды и Аллена.
Линали привели в Чёрный Орден в детстве, как только обнаружилась её связь с Чёрными сапогами. Куратором Линали был Ривер. Это место она считала тюрьмой, но когда Комуи, брату Линали, разрешили вступить в орден, резко изменила своё мнение обо всём, что касается экзорцистов и ордена — теперь она называет это место домом. Ради спасения друзей готова на все. Глубоко переживает несчастье других. Ненавидит, когда кто-то пытается взять все трудности на себя (например, после битвы с демоном 3-го уровня повредила ноги, но очень не хотела, чтобы кто-то уличил её в этой слабости). Очень любит своего брата. Её хобби — кулинария.
Чистая сила — Чёрные сапоги (яп. ダークブーツ Да:ку бу:цу, от англ. dark boots) из стали, дающие скорость и силу её ногам. Её Чистая сила технического типа повела себя необычно, поэтому её начали считать Сердцем. Но как выяснилось, это просто «эволюция» Чистой силы. Чёрные сапоги — пока первый представитель кристаллического типа Чистой силы. При активации Чистой силы они укорачиваются (в полную длину они ей по середину бедра), на них появляются узоры, переходящие на кожу. При битве с демоном третьего уровня, её Чистая сила становится кристаллом и защищает Линали. После сапоги пропадают и появляются узоры на её ногах, она не может ходить. При битве с демоном четвёртого уровня Линали возвращает себе Чистую силу, опять же в виде сапог, созданных из её крови.
Звуковые шаги (Sound Shackles) позволяет ей отталкиваться от звуковых волн, расходящихся по атмосфере и развивать скорость звука.
Водяные шаги (Water Shackles) позволяет Линали стоять на жидкостях.
Вальс: Туманный ветер (Waltz: Mist-Wind) Круговыми движениями ног вызывает торнадо.
Железные шаги (Iron Shackles) Маневрирование в падении
Падающие шаги: Стальные узы (Falling steps: Steel ties) Вокруг ног Линали появляются стальные лезвия, и она атакует врага, как будто метеор, совмещая энергию тяжести с энергией скорости и добивается 100 % синхронизации с Чистой Силой.
Состояние максимальной активации превращает сапоги в набор больших железных ножей.
На «кристаллическом» этапе, однако, эти способности не применяет и Линали сражается лишь за счёт огромной скорости.
После того, как Аллен ушёл из Чёрного Ордена она очень сильно переживала.
Сэйю: Сидзука Ито

## Чёрный орден

### Комуи Ли
Комуи Ли (яп. コムイ・リー Комуи Ри:) (кит. упр. 李盖梅, палл. Ли Гаймэй，в тайваньском переводе 科穆伊·李 или 考姆伊) — старший брат Линали Ли, глава европейского отделения Чёрного ордена. В своё время подающий большие надежды юный учёный согласился на работу в Европе, бросив все свои начинания в Китае. Ради любимой сестры Комуи распрощался с собственными амбициями и желаниями, подчинив себя ритму Ордена. Несмотря на свой ответственный пост, Комуи частенько отлынивает от работы, ленится и занимается не тем, чем полагается. Пол его огромного кабинета может быть покрыт ровным и толстым слоем неподписанных документов. Самый страшный кошмар Комуи — Линали выходит замуж, не предупредив его. Этим обстоятельством частенько злоупотребляют, чтобы разбудить ленивого шефа. Помимо всего прочего, носит тапки, а не ботинки.
Несмотря на первое впечатление, Комуи в полной мере осознает всю ответственность, которая на него возложена. Он искренне переживает за каждого члена Ордена, и всеми ему доступными средствами помогает им, заботясь как об Ордене в целом, так и о каждом отдельно взятом искателе или экзорцисте. Он проявляет чудеса выдержки, встречая тела погибших товарищей словами «С возвращением, спасибо за ваши старания». Огромных трудов стоит не впасть в отчаяние самому и ещё больше, чтобы не дать отчаяться другим. Весь груз ответственности за чувства к погибшим Комуи берет на себя, так как считает, что кто-то должен принести в жертву свои душевные силы, и так находящиеся на пределе, и это значит быть Старшим для всех своих подопечных. Никогда не забывая о своем долге, Комуи следует выбранному пути, ни разу не сходя с дороги.
Сэйю: Кацуюки Кониси
Комурин — роботы, созданные Комуи для какой-нибудь работы — от помощи в бумагах до лечения экзорцистов и обслуживания их Чистой Силы. Первый Комурин пал в светской беседе с Кандой (съел его собу), второй пал от Линали, попытавшись сначала сделать из неё мужчину, но после переключившись на починку «неисправной» руки Аллена, третий утонул в реке, четвёртые Комурины были запущены в свободный полет Линали. Является чисто комической деталью.

### Экзорцисты
- Книгочей (яп. ブックマン Буккуман) — искатель «потерянной, не записанной истории, или её детали», наставник Лави. Пожилой человек низкого роста с длинным топорщащимся хвостом волос на макушке. Ему 88 лет. Вступил в Чёрный Орден только ради записи скрытой истории человечества. Благодаря чёрным кругам вокруг глаз имеет некоторое сходство с пандой, напоминание о котором приводит его в бешенство. Известно, что он очень трепетно относится к своим волосам. В 185 главе манги участвовал в тренировочном поединке с Кандой и победил.

Сэйю — Такэси Аоно
- Алистер Кроули Третий (яп. アレイスター・クロウリー三世 Ариста: Куро:ри: Сансэй) — до встречи с Аленом был назван вампиром. Ему 28 лет. Жил в замке с демоном Элиадой и любил её, но узнав о её истинной сущности, был вынужден её убить. Чистая сила паразитического типа, заключена в зубах. Чистая сила «питается» кровью акум, нейтрализует их яд. Также может определить, человек это или демон. Способен высосать яд демонов из крови человека (так он спас Лави). По характеру Кроули добрый и очень наивный. Но когда его Чистая сила активирована, он становится более кровожадным. Во время битвы с Джасдеби в ковчеге был помещён ими в «железную деву». На пороге смерти он увидел призрак Элиады, спрашивавшей его, за что же он сражается в этой битве, после чего решил пойти в защите друзей до конца, полностью активировав свою Чистую силу, одновременно провалившись в подобие забытья, что выразилось в том, что его кровь через раны покинула тело и приняла его форму, после чего избил Джасдеби, а потом вернулся в своё тело. Когда он вывалился из раскрывшейся «девы», он сжимал в руке розу, подаренную Элиадой в видении. После этой битвы был при смерти и пришёл в себя уже после сражения Ордена с демоном 4 уровня.

Сэйю: Мицуо Ивата
- Миранда Лотто (яп. ミランダ・ロットー Миранда Ротто:) — экзорцист, останавливающий время. Ей 25 лет, по национальности — немка. Миранда очень неуклюжа, из-за чего сменила множество работ, но нигде надолго не задерживались. Всю жизнь считала себя неудачницей из-за того, что ничего не могла сделать толком. Однажды в ломбарде она купила неработающие часы, которые собирались выкинуть. После того, как она завела их, часы, на удивление, пошли. В день увольнения с сотой работы Миранда жаловалась часам на свою судьбу и произнесла фразу: «Вот бы завтра никогда не наступило…» После этого в городе, где она жила, время остановилось, и тридцать четыре раза подряд повторялась одна и та же дата, пока не пришли Аллен и Линали и не сообщили Лотто, что она способна синхронизироваться с Чистой силой. Известно также, что изначально мангака совершенно не собиралась делать Миранду экзорцистом. Способна поворачивать время при помощи Записи времени (яп. 刻盤) (тж. タイム・レコード, Time Record) вспять и поддерживать первоначальное состояние вещей и людей, пока Миранда держит её активной. После деактивации время возвращается на своё место, и всё, что случилось с людьми и вещами, тоже, поэтому, люди получившие смертельные ранения могут жить пока активирована Чистая сила, но после умирают. Кроме того умеет останавливать время на определённом пространстве, создавая защитный барьер, который не смог пробить даже демон 4 уровня. Наставником Миранды выступил Мариан Кросс. Её любимое блюдо — груши. По словам Хосино, лучшими друзьями Миранды являются Линали и Джери. Увлекается психоанализом.

Сэйю: Мэгуми Тоёгути
- Дейся Барри (яп. デイシャ・バリー) — 19 лет, турок. Дэйся очень любит две вещи: футбол и пошутить. Он с детства жил в Бодруме, спокойном городе на побережье моря, где было скучно. Там была большая семья, в которой он был старшим ребёнком. Однажды в порыве ехидства он испортил картину одного художника по имени Фрой Тидолл, через несколько дней ушел из дома, захватив с собой небольшой дверной колокольчик в форме шарика — как он сам говорил, единственное, что ему нравилось в этом доме. Чистая сила — Колокольчик милосердия, тип — предметная (дверной колокольчик в виде шара). Обычно носит его на кончике треугольного капюшона. Во время активации колокольчик загорается. Обычно Дэйся пинает его ногой, как футбольный мяч. Попадая в тело демона, колокольчик начинает звонить, уничтожая его изнутри и повреждая демонов вокруг. Убит Тики Микком.

Сэйю: Янака Хироси
- Нойз Мари (яп. ノイズ・マリ) — 29 лет, австралиец. Высокий чернокожий мужчина с побритой головой, не считая волос на затылке, которые он собирает в хвост. Из-за слепоты у него очень хороший слух, также носит наушники. Мари ученик генерала Тидолла и давний знакомый Канды. Во время одной из миссий потерял зрение. Проходил лечение в Азиатском подразделении. Во время неудачной попытки Алмы и Канды сбежать, когда последний падает в коллектор, он и Бак находятся в северном секторе Азиатского подразделения где и появляется Ю с ритуальной иглой Воронов в плече. После того как Мари убрал иглу, снова появляются Вороны и забирают Ю. Вскоре после этого на миссии он оказывается серьёзно ранен и было решено использовать его в проекте Второй экзорцист. Но Нойза, который находится без сознания, находит Канда. Капли крови Канды попадают в рану на голове Мари и они залечиваются. Пытаясь убежать они находят Алму, убивающего членов Научного института. Тот сильно ранит Мари и он не видит боя Канды и Алмы. Чистая сила «Ноэль органон» в виде струн, которые оплетают противников и издают мелодию, уничтожающую демонов.
- Суман Дарк (яп. スーマン・ダーク Су:ман Да:ку) — присоединился к ордену за 5 лет до начала сюжетной линии не по своей воле, лишь чтобы заплатить за лечение своей дочери. Экзорцист паразитического типа, его Чистая сила дает ему способность управлять ветром. Являлся членом группы генерала Сокаро вместе с Чакаром Ребоном и Казано Ридом. При встрече с Тики Микком в Индии двое напарников Сумана были убиты. Суман просил пощадить его, из-за этого он предал свою чистую силу и стал падшим. Тики вселил в тело Сумана бабочку-Тиза, и велел узнать местонахождение других экзорцистов. После становления падшим, Аллен пытался привести его в чувство, но после того как Уолкер его спас, душа Сумана была уничтожена, и его тело было съедено изнутри Тизами.

Сэйю: Ходзуми Года
- Генерал Мариан Кросс — учитель Аллена Уолкера. Ненавидит Главное управление, поэтому когда ему дали задание ещё до обучения им Аллена узнать о Ноевом ковчеге, пропал на 4 года. Чистая сила заключается в его пистолете с самонаводящимися пулями и в гробу с марионеткой, сила которой — божественные песни, песня марионетки. Также может переделывать демонов из злых в добрых и покоряющихся ему. Кроме двух Чистых сил владеет колдовством (хуже Графа, но лучше Черепов). Любит проводить время с женщинами и играть в азартные игры. Повсюду оставляет за собой много долгов, которые приходилось оплачивать Аллену (а позже и ДжасДеби), когда он находился в обучении у Кросса. Каким-то образом связан с Четырнадцатым и Маной. Считается убитым Апокрифом, когда тот к нему постучался в дверь, но, судя по всему, всего лишь инсценировал своё убийство.

Сэйю: Хироки Тоти
- Генерал Фрой Тидолл — один из главных экзорцистов. Художник, мечтатель. У него было множество учеников (в том числе Мари и Канда). Если он увидит красивый пейзаж, то остановится и немедленно зарисует его. Вне зависимости от того, как на эту незапланированную остановку отреагируют другие. Чистая сила: «Maker of Eden» (Творец Эдема). С помощью соединения распятия и скипетра, которые он носит отдельно, он вызывает огромных белых созданий, состоящих из ветвей, по размерам сравнимых с «гигантскими» демонами.
- Генерал Винтерс Сокаро — самый странный и кровожадный маршал, обычно ходит в маске. Чистая сила — «Сумасшествие» (Madness), покоится на плечах Маршала в виде двух шипованных полукругов, пока не активирована. При активации он соединяет полукруги в целый круг, из которого с противоположных концов появляются лезвия с зазубринами. Чаще всего пользуется оружием, раскручивая его до скорости бензопилы. Иногда добавляет электрический разряд. У оружия имеется «состояние» дальней атаки.
- Генерал Клауд Найн — единственная женщина-маршал, причем очень красивая. Не любит домогательства маршала Кросса, но уже привыкла к этому. Чистая сила: обезьянка у неё на плече, Лау Джимин, представляющая единственную биологическую Чистую силу в сериале. После активации обезьянка резко увеличивается в размерах. «Lau Ganz» — «бронебойная» атака обезьяны.
- Генерал Кевин Йегар — в молодости был сельским учителем, но не смог спасти свой класс от демона, которым стала его ученица. Эта резня часто снилась ему в кошмарах. После этого решил стать экзорцистом. Чистая сила: «Судная сеть». Представляет собой цепь с двумя конусообразными булавами на концах. Йегар был очень добр. Убит с особой жестокостью Тики и Роад и использован ими в качестве посланника — когда его нашли, генерал напевал песенку Роад о том, что Тысячелетний граф ищет сердце Чистой силы.

### Прочие члены ордена
- Бак Чан (яп. バク・チャン Баку Тян), (кит. упр. 白灿, палл. Бай Цань, в тайваньском переводе кит. упр. 莫·张, палл. Мо Чжан или кит. упр. 巴克·强, палл. Бакэ Цян) — руководитель Азиатского подразделения Чёрного Ордена. Ему 29 лет. Этот пост до него принадлежал его матери Тви Чан. Один из самых действенных методов воздействия на Бака — шантаж. Аллен узнал тайную страсть Бака к Линали и грозился рассказать все Комуи, если Бак не откроет дверь, за которой Фо сражалась с демоном 3-го уровня. Как и Комуи, Бак очень ответственный начальник, и также самый смышленый после Комуи, из-за этого Бак очень уважает смотрителя. Благодаря печатям, созданным дедушкой, Бак способен создавать заклинания, контролирующие структуру здания Азиатского подразделения. Выглядит холодным и очень ответственным лидером, но человеком оказывается мягким и нежным. Несмотря на влечение Бака к Линали, его отношения с Фо намного более близкие, похоже на то, что их связывает нечто большее, чем дружба. Когда он зол чаще всего на Фо, то обращается к самому себе как «Орэ-сама» («Великий Я» — оборот, преувеличивающий личность человека). Хотя во все остальное время он говорит по отношению к себе «Боку» (неформальное обращение представителей мужского пола к самим себе). Фо зовёт его Бака-Бак («дурак Бак»). Когда Бак сильно волнуется (особенно если кто-то обнаруживает его интерес к Линали), то по всей его коже появляется сыпь (крапивница). Так же его сыпь появилась, когда ему пришлось закрыть Фо в комнате с демоном 3-го уровня, он даже плакал, сам не зная об этом.

Сэйю: Синъитиро Мики
- Фо (яп. フォー Фо:) (кит. 芙, 佛) — божественный защитник Азиатского подразделения Чёрного ордена, запечатанное великим дедушкой Бака. Хотя, она и не человек, но чаще всего принимает человеческий облик, чтобы общаться с остальными. Фо нашла тело Аллена (после того, как его почти убил Тики Микк) и принесла в Азиатское подразделение Чёрного Ордена. По отношению к Аллену да и другим членам Ордена она проявляет «жестокую любовь». Например, лишившегося Чистой Силы Аллена она безжалостно атаковала, надеясь, что его силы проснутся. Перед начавшим терять надежду Алленом Фо появилась как Ло Фа (только так она может проявлять свою мягкую сторону). Фо может манипулировать своим телом и его частями, например, придать рукам формы топоров или скопировать чье-то оружие и его особенности (она приняла форму Аллена для сражения с демоном третьего уровня, чтобы дать «настоящему» Аллену время). Отделения азиатской ветки находятся под защитой сильного барьера, созданного Фо (сама Фо — это «проход» через барьер). Фо очень заботится о тех, кого любит, и готова отдать за них жизнь.

Сэйю: Томинага Мина
- Ло Фа (яп. ロウファ Ро: Фа) (кит. 蝋花) — сотрудник азиатского подразделения Чёрного Ордена. По уши влюблена в Аллена, но пытается это скрыть (и не замечает это только Аллен). Скромная девушка, её легко смутить. Судя по всему, очень умна (по фразе «Как Ло Фа могла ошибиться в расчетах?!»). Очень ценит своих друзей. У неё есть сходная с Лави привычка: кричать «Страйк!», когда она поняла, что Аллен её тип. Внешность: невысокая, тёмные волосы, заплетенные в две косы. Носит очки, на ней всегда белый халат.  Сэйю: Сакамото Маая

## Семья Ноя
Таинственная группировка с неясными целями, которой противостоит Чёрный орден. Если верить словам Тысячелетнего графа, после грандиозной битвы графа против сердца Чистой силы 7000 лет назад, когда он был повержен, а мир разрушен, 12 апостолов, уподобившись Адаму, стали прародителями всего человечества. Таким образом, все люди владеют генами «Ноя», и каждое тысячелетие в 12 людях пробуждается 12 апостолов, олицетворяющих один из аспектов личности или жизни Ноя, дабы защитить Графа и поддержать его в сражении с Чистой силой. Члены семьи Ноя уязвимы только для Чистой силы, и в то же время только они могут уничтожать её. Все Нои, за исключением 14-го, подчиняются Тысячелетнему графу, хотя относятся к нему по-разному (Лулу Белл называет его «хозяином» и демонстрирует абсолютную покорность и преданность, в то время как Роад Камелот позволяет себе открыто фамильярничать с ним, хотя поручения выполняет беспрекословно). За 35 лет до описываемых в сериале событий все апостолы, за исключением Роад и Графа были убиты 14-м, когда тот решил сорвать их план по уничтожению мира, при этом у Графа помутился рассудок, и лишь недавно они начали перерождаться вновь. До пробуждения они ничем не отличаются от обычных людей, после они могут по желанию принимать свой прежний человеческий облик (кроме Скина Борика, во время болезненной трансформации повредившегося в уме), но в истинной форме у них у всех серая кожа (у некоторых с чёрным рисунком), а на лбу у них появляются стигматы в виде 7 крестов, выстроенных в горизонтальную линию.

### Тысячелетний граф
Тысячелетний граф (яп. 千年伯爵 Сэннэн хакусяку) — главный злодей отрицательный персонаж D.Gray-man. Первый апостол. Истинное имя — Адам. Он обманывает отчаявшихся от горя людей, превращая их умерших близких или друзей в демонов.
Мангака рассказывала, что при создании образа Графа брала за оригинал легендарного алхимика жившего в XVIII веке.(Многие считают что это мог быть или Алессандро Калиостро, или Граф Сен-Жермен, которые в свою очередь были соперниками при жизни)
Граф представляет собой гротескную карикатуру на Викторианского джентльмена — округлая фигура в плаще и цилиндре на голове, широкая улыбка на лице, которая не меняется, когда Граф говорит, ест или даже плачет, а глаза спрятаны за круглыми очками-пенсне.
Практически каждая его реплика в манге сопровождает сердечком, а в аниме он использует вежливый японский.
На протяжении повествования Граф проявляет два характера. Для Ноев он член семьи, и особенно игрив и дружелюбен с Роад, которая обращается к нему «господинчик Тысячелетний» (или «господинчик Граф»), выглядит добрым, дружелюбным и счастливым, как старый добрый дядюшка. Другой его характер проявляет явное садистское преступное намерение и ответственна за игры с человеческими жизнями.
Чистоплотен и обожает свой плащ, за которым внимательно следит и ухаживает. Шляпы Графа регулярно меняются, при каждом новом столкновении Ордена с ним на шляпе появляется отличное от предыдущих украшение. В последней главе под шляпой оказываются рога. Его основная форма всегда дополняется зонтиком Леро. Граф может призывать из него огромный меч, послуживший прототипом для формы меча Чистой силы Аллена, созданной им после перехода критической точки. Граф способен выживать и оставаться не задетым после прямых атак Чистой силы простых экзорцистов. При этом неизвестен результат его схваток с Генералами, а конкретно с Кроссом, который говорит о том, что они уже не раз сталкивались.
Во время короткой схватки Графа и Аллена Граф отмечает новую Чистую Силу экзорциста и говорит, что тот напоминает белого Джокера.
Граф отправился в Эдо, чтобы завершить создание нового Ковчега, который должен заменить старый Ковчег, «переданный людям и потому испорченный». Граф играет мелодию разрушения, и пока белый Ковчег исчезает, чёрный появляется. Как только уничтожается белый Ковчег, Граф смеётся и кричит, но тем не менее, Роад и Лулу Белл замечают, что его хватил озноб, а из глаз катятся слезы. Когда создание чёрного Ковчега завершено, Граф с Ноями улетает из Эдо, хотя из-за вмешательства Аллена Уолкера и Кросса он был вынужден загрузить только 20 процентов завода демонов. В результате Граф пока не способен создавать новых демонов. Это первый момент в манге, когда Граф теряет самообладание, и его лицо искажается чистым гневом. Однако позже показывается восстановление фабрики, а причиной гнева оказывается тот факт, что Чёрный Орден может выяснить много важной информации, исследуя захваченное яйцо.
У Графа есть человеческая форма. В 187 главе манги показывают человеческую форму Графа полностью, когда он готовит нападение на Североамериканский отдел Чёрного ордена.
Он говорит, что тёмная материя, составляющая суть демонов, явилась из души их «создателя», то есть они являются «слепком» с его души, и если он пожелает, то все демоны будут моментально уничтожены. Этим он пытался убедить Аллена присоединиться к нему.
В 219 главе манги выясняется, что Тысячелетний граф жил на Земле 7000 лет. И однажды исчез, превратившись в двух младенцев, которых подобрала девушка (Катерина). Она же дала малышам имена: Мана Д. Кембелл и Нэа Д. Кембелл.
Сэйю: Дзюмпэй Такигути
Леро (яп. レロ Рэро) — говорящий зонтик и голем, принадлежащий Графу, который показан как обыкновенный зонт-трость с тыквой-Джеком на конце. Очень истеричен, крайне нервный, но именно его близость с Графом и знание всей семьи Ноя помогло экзорцистам добраться до выхода из Ковчега. Зонтик использовался Графом для полетов. Леро лоялен по отношению к своему хозяину и любит быть рядом с ним, но Роад очень часто берет Леро с собой без его согласия, используя как ведьминскую метлу и зонтик. Леро является хранителем меча Графа, он достает меч именно из него. Граф использует Леро в разной работе. Им он призвал демона к атаке Аллена. Леро же послали похитить Линали, когда она была в Эдо, и переместить на Ковчег, чтобы её уничтожило там во время его разрушения, правда, он по случайности прихватил ещё несколько экзорцистов.

### Роад Камелот
Роад Камелот (яп. ロード・キャメロット Ро:до Кямэротто) — несмотря на внешний вид подростка, Роад — старшая среди Ноев, олицетворяет «мечты Ноя», является 9-м апостолом. У неё пурпурно-синие волосы и глаза медового оттенка. Роад любит конфеты и кровь.
Роад владеет изобилием сверхъестественных способностей — от способности путешествовать в другое измерение через дверь, появляющуюся по её желанию, до способности полной регенерации ран. Её личное пространство в начале манги имело вид завернутого подарка, а как оружие она предпочитала свечи, выполняющие роль сделанных из воска стрел. Внутри своего личного пространства она может контролировать неживые объекты (от летающих свечей до проекции Лави).
Личность и домашняя жизнь Роад абсолютно нормальны в противовес её личности злодея. Роад как ребёнок постоянно требует к себе внимания, избегает выполнять домашние задания. Было подтверждение, что Роад ходит в человеческую школу, хоть и частную.
Несмотря на детские замашки, Роад очень жестока и любит наблюдать за страданиями других, в том числе и демонов, которых она убивала, чтобы помучить Аллена. Её национальность неизвестна, а информация о ней в профайле мангаки помечена как «секретно».
Её отношения с остальными членами семьи Ноя очень похожи на нормальные семейные ситуации. В Тики она видит старшего брата и очень близка с ним, а с близнецами Роад постоянно препирается как сестра с братьями. Судя по аниме, с Лулу Белл у неё типичные сестринские отношения. Отношения с Бориком не совсем понятны, но похоже, что Роад относится к нему, как к младшему, или, скорее, к несмышленому (она балует его сладким). Также Роад нравится Аллен. Тики находит удивительным поцелуй Роад с Алленом при их встрече в Ковчеге. До этого, по словам Тики, она целовала только Графа.
Дэбитто и Джасдеро говорят, что Роад была первым проснувшимся Ноем. Она — единственный Ной, способный программировать Ковчег, является любимицей Графа. По аниме, Роад любит петь, и в особенности любит песню про «Сердце Чистой силы». Эту песню в аниме она «впечатала» в сознание генерала Йегара, когда физически атаковала его. Она же использовала его как посланника экзорцистам.
Лави проткнул грудь Роад в пространстве в его сознании, созданном Роад, после того как понял, что её тело замаскировано. Леро позже находит её тело серьёзно обожженным Огненной печатью Лави. Ко всеобщему удивлению, Роад встает и начинает смеяться. Её последним словом было имя Аллена, после чего она рассыпалась.
Несмотря ни на что, Роад выжила, и в манге разговаривает с Графом об уничтожении старого Ковчега.
Она снова появляется на балу, где с Шерилом Камелотом обсуждает девушку, с которой танцует Тики Микк. Шерил является отцом Роад, и Тики неоднозначно намекает, что приемным.
Сэйю: Ай Симидзу

### Тики Микк
Тики Микк (яп. ティキ・ミック Тики Микку) — представляет «удовольствие Ноя», третий апостол. Тики живёт двойной жизнью: «белая сторона» — беззаботный и глуповатый португалец, путешествующий со своими друзьями в поисках заработка; «чёрная сторона» — потомок Ноя. Эта его сторона кровожадна и жестока. Ответственен за убийство Кевина Йегара, а также шести экзорцистов из команд Сокаро, Найн и Тидолла. Тики Микк — молодой человек с привлекательной внешностью. Он может выборочно взаимодействовать с окружающей его средой, что позволяет ему становится абсолютно неосязаемым, как призрак, или ходить по воде.
Сам Тики рассказывает Аллену, что может любую часть своего тела пропустить сквозь предмет и дотронуться только до той детали, до которой захочет. Его способности предоставляют ему возможность пропустить, например, руку через тело оппонента и извлечь тот орган, который Тики сам пожелает, при этом не оставив ран. Но чаще он оставляет внутри своих врагов Тизов (кровожадных големов в виде бабочек), объясняя это тем, что не хочет «пачкать свои перчатки». Он также может убрать материю вокруг некоторой территории или объекта, создав вакуум. Чаще всего он комбинирует такую атаку с поедающими плоть Тизами, отданными ему Тысячелетним графом. Сами по себе Тизы способны размножаться и роем нападать на врагов или превращаться в своеобразный «щит» для Тики.
Во время битвы на Ковчеге Аллен, с помощью своей Чистой силы, попытался изгнать из Тики Ноя и превратить его в обыкновенного человека. Однако вместо этого Тики превратился в монстра. Его новая форма напоминает демонического рыцаря. В такой форме его сила и скорость значительно больше человеческих. У него из спины появилось множество виноградных лоз, контролируемых его сознанием. Тики был повержен генералом Кроссом и спасен от смерти Графом.
Позже, когда Граф проверяет состояние Тики, он констатирует, что тот очнулся и с каждым воспоминанием об удовольствии принимает свою естественную форму.
Тики показывается на балу живым, так же как и Роад, с новой прической. Его волосы отросли, но Роад не даёт ему их подстричь.
На балу он танцует с молодой девушкой, дочерью влиятельной особы. Он хорошо известен в высшем обществе.
Похоже, что он полностью восстановил своё сознание после схватки на Ковчеге, но, по словам Роад, ему все ещё больно в том месте, где его проткнул мечом Аллен.
Тики Микк — младший брат Шерила Камелота, приемного отца Роад. Является самым «человечным» среди представителей семьи Ноя, так как его самый большой страх — потерять трех друзей-смертных.
Сэйю: Тосиюки Морикава

### Джасдеро и Дэбитто
Джасдеби (яп. ジャスデビ Дзясудэби) — являются братьями, Джасдеро (яп. ジャスデロ Дзясудэро) — блондин, Дэбитто (яп. デビット Дэбитто) — брюнет и представляют собой «узы Ноя», соответственно 10-й и 11-й апостолы. Из них двоих Дэбитто является более расчетливым и выполняет роль старшего брата. Джасдеро, несмотря на его поведение и «зашитый» рот, более невинен. Он очень любит свои волосы, и всякий раз, когда с ними что-то происходит, идет утешаться к Дэбитто.
Они обижаются, когда их зовут близнецами, и в ответ обращаются к себе в целом «Джасдеби».
И у Дэбитто, и у Джасдеро есть по золотому игрушечному пистолету, которые они часто направляют на разные цели, в том числе и друг другу в голову.
Граф дал им задание уничтожить генерала Кросса из Чёрного Ордена, и это задание было провалено три раза. В последний раз, в поисках генерала, они отправились в Эдо, но вместо Кросса повязли в его долгах и обзавелись домашним животным — курицей. Они решаются на Ковчеге пойти на поиски Аллена и требуют от него, как от ученика, оплатить долги его учителя.
Во время сражения Леро рассказывает, что пистолеты не являются напрямую силой Джасдеби, но концентрируют её. Леро называют эту способность Материализация — когда Дэбитто и Джасдеро представляют что-то одновременно, они могут проявить это в материальной форме. Их любимые техники:
Синяя бомба (яп. 青ボム) — материализует пули, которые замораживают тот объект, который поражают.
Красная бомба (яп. 赤ボム) — материализует пули, создающие огненный шар.
Белая бомба (яп. 白ボム) — использовалась для уничтожения огненного шара Лави и Кроули, направленного в Джасдеби. Предположительно может уничтожать то, что возникает у неё на пути.
Пурпурная бомба (яп. 紫ボム) — «Рассеивание зрения»: покрывает глаза врагов краской, которая показывает им любую иллюзию, придуманную близнецами.
Зеленая бомба (яп. 緑ボム) — человек застревает в пузыре, наполненном слизью.
Ненависть Джасдеби (яп. ジャスデビの怨念) — материализует чудовище, которое по виду создано из множества мертвых тел. Монстр передвигается по желанию Джасдеби.
Материализация — близнецы создали иллюзию из последнего воспоминания, а также железную деву для Кроули.
Выстрелив одновременно друг другу в голову, близнецы объединяются в единую форму. В таком виде Джасдеби уже не нужны пистолеты для материализации желаний. В этой форме Джасдеби высвобождает свою полную силу. Его волосы также становятся оружием или путами.
Самая сильная их способность — это объединение в одно «совершенное, неуязвимое тело», которое называется Джасдеби. Он использует свои волосы, примерно как Аллен Клаун Белт. Иллюзии и материализация остаются при нём.
Сэйю Джасдеро: Сётаро Морикубо
Сэйю Дэбитто: Мицуки Сайга

### Лулу Белл
Лулу Белл (яп. ルル・ベル Руру Бэру) — двенадцатый апостол, «страсть Ноя». Высокая темноволосая девушка в строгом костюме, носит тёмные очки. Впервые появляется на обеде у Тысячелетнего графа. Второе появление — на Розовом фестивале. Третье появление — после того, как умирает Скин Борик. У Лулу Белл была слуга — Мими, демон второго уровня.
Спустя некоторое время после окончания Арки Эдо, Лулу Белл приходит в Орден по приказу Графа. Превратившись в Эндрю Нансена, вместе с множеством демонов, с целью захватить фабрику демонов и создать новых Черепов — стражей фабрики, из самых лучших учёных. Увидев Аллена Уолкера, она хочет забрать его с собой к Графу, так как Аллен, по её словам, является наследником Четырнадцатого Ноя.
К несчастью для неё, генералы Кросс, Найн и Сокаро слишком могущественны и разбираются с атаками демонов третьего уровня.
Лулу Белл выживает после этой схватки, хотя и возвращается в слезах и без яйца.
Её силу называют «Форма». Она преобразовала свою руку в длинное щупальце и проткнула им одного из учёных, и сама превращалась в жидкость, в которой пыталась задушить Миранду.
В аниме Лулу Белл часто принимала формы чёрной кошки, так же принимала формы других людей и статуй. Она может менять свой облик, как ей пожелается и во что ей пожелается, независимо от того, одушевленный предмет или нет.
Сэйю: Ариса Огасавара

### Четырнадцатый
Четырнадцатый (яп. 14番目, The 14th), настоящее имя Нэа (яп. ネア Нэ:а) — четырнадцатый потомок Ноя, был изгнан из семьи за предательство. Младший брат Маны. Он представляет собой второе поколение Ноев, не входящих в число 12 апостолов, перерождавшихся в течение 7000 лет. По словам Говарда Линка, Нэа родился от тринадцатого Ноя и стал Четырнадцатым. Незадолго до смерти передал Аллену свои воспоминания, и Аллен, так или иначе, должен обратиться в Нэа. Нэа внешне очень похож на Тики Микка. Когда Аллен впервые увидел Нэа, ему показалось, что перед ним Тики. Во время инцидента в североамериканском подразделении Чёрного Ордена, на некоторое время заполучив контроль над телом Аллена, Нэа сказал Тысячелетнему Графу, что хочет убить его и самому стать Тысячелетним.
Он единственный, чьё главенство над собой Тысячелетний Граф готов признать, потому что он не хочет оказаться на его пути.

### Прочие члены Семьи Ноя
- Трайд (яп. 裁 （トライド）), «правосудие Ноя», — второй апостол. Активных действий пока не предпринимал, поэтому о нём ничего не известно. Имеет внешность молодого азиата с короткими волосами, примерно одного возраста с Тики Микком. Владеет большим чёрным мечом с невыясненными свойствами. В датабуке Chara+Gray мангака говорит, что он следит за верностью остальной семьи Графу и их делу и должен казнить предателей.
- Шерил Камелот (яп. シェリル・キャメロット Сэриру Кямэротто) — приемный отец Роад Камелот. Старший брат Тики Микка. Впервые появляется на балу[5]. Является четвёртым апостолом — «желание Ноя». В 188 главе манги он демонстрирует возможность манипулировать человеческими телами, не касаясь их. Живёт в своем поместье вместе с больной женой по имени Триша, на которой женился, предположительно, только для того чтобы удочерить Роад. Занимает пост премьер-министра некой страны и развязывает войны по всему миру, для увеличения числа демонов.
- Фиддлер (яп. 蝕 （フィードラ)), «гниение Ноя», — шестой апостол. Мужчина европейской внешности с длинными волосами, собранными в хвост. Его способностью является «Паразитический Язык», она позволяет ему заражать людей сверхъестественными паразитами, которыми он управляет посредством своего длинного (около 0.5 метра) языка, покрытого глазами. В 202 главе он допрашивает Историка на предмет подробностей о 14-м, Графе и их взаимоотношениях, угрожая при отказе от сотрудничества убить заражённого Лави и ещё нескольких экзорцистов.
- Мерсим, «жалость Ноя», — седьмой апостол. Высокий чернокожий мощного телосложения, всегда носит тёмные очки, а короткие волосы подстрижены «ёжиком». Во время столкновения Ноев с Алленом и Третьими экзорцистами на Ближнем Востоке сразился с Мадарао и победил. Вместе с остальными Ноями прошел через открытые Графом врата и перенес потерявшего сознание Мадарао на Ковчег.
- Скин Борик (яп. スキン・ボリック Сукин Борикку) — представляет собой «гнев Ноя», 8-й апостол. Обожает сладости, не отличается особыми умственными способностями. Самый молодой из Ноев. Его способность — управление электричеством, в основном, молниями. Ни разу не принимал человеческого облика на протяжении аниме и манги. Был убит в Ковчеге Кандой.

Сэйю: Кэнта Миякэ
- Вайзли — пятый апостол, «мудрость Ноя». Появляется в 187 главе, пробуждаясь в теле лондонского бродяги. Его способности заключаются в том чтобы манипулировать разумом людей и заставлять их делать что либо против их воли. Носит на лбу обруч в виде трех глаз («глаза мудрости»). В 189 главе манги показывает Аллену Уолкеру воспоминания Канды Ю об инциденте с Алмой Кармой.
- Майтра, «одаренность Ноя», — тринадцатый апостол. Неизвестно, как он или она выглядит, даже пол остается под вопросом, потому что этот апостол при всех своих появлениях носит большой шлем, отдалённо напоминающий шлемы первых скафандров, с окошком на уровне лица. Сюжетной активности не проявлено. В датабуке Chara+Gray мангака говорит, что именно этот Апостол построил Ковчег, а Граф был лишь автором идеи. По словам автора, этот Ной не любит светиться, предпочитая наблюдать за действом из-за кулис и не давая повода заподозрить себя во вмешательстве.

## Другие

### Алма Карма
Алма Карма (яп. アルマ カルマ Арума Карума) — был единственным Вторым экзорцистом, успешно созданным по Программе искусственных апостолов, за исключением Ю Канды. Как и Канда, он обладает исключительной живучестью и способностью к регенерации. Как у всех Вторых экзорцистов, его мозг принадлежит экзорцисту, ранее погибшему в бою, и он может синхронизироваться с паразитическим типом Чистой силы, которая проявляется на его правой руке в виде двух отростков, похожих на косы.
Активный и эмоциональный ребёнок, Алма был первым пробудившимся из Второго поколения и пришел в восторг, когда проснулся Канда. Первоначальное враждебное отношение Канды к Алме сменилось дружбой и поддержкой. Когда члены Азиатского подразделения хотели запечатать Канду из-за начавших восстанавливаться воспоминаний, Алма спас его, ресинхронизировавшись со своей старой Чистой силой. Но, обнаружив правду о себе, он становится неуправляем и нападает на членов подземной лаборатории. Надеясь умереть вместе со своим другом, он собирается убить Канду, который сопротивляется и разрезает Алму на куски.
Позже члены Чёрного Ордена сшили его и поддерживали жизнь в его теле, он был использован для размещения кусочка Яйца демонов. Из определенного количества клеток, произведенных его телом, были созданы Третьи экзорцисты, которые поглощают демонов, используя оружие, изготовленное с помощью Темной Материи. Алма был оставлен где-то на Северо-Американской Базе по приказу Чёрного Ордена. Граф и Нои вламываются на Северо-Американскую Базу и успешно пробуждают Алму. Великая ненависть, соединенная с осколком Яйца демонов, становится причиной перерождения Алмы как гибрида человека и демона.
Увидев с помощью Мудрости воспоминания Канды вознамеривается убить его.
Последние минуты жизни, благодаря Аллену Уолкеру, Алма проводит в городе Матил вместе с Кандой.

### Апокриф
Апокриф является чистой силой, которая существует сама по себе и только для защиты «сердца чистой силы». Впервые появляется в 202-й главе манги, маскируясь под кардинала. Из событий следующей главы можно понять, что Апокриф стал причиной вероятной смерти маршала Кросса.